# Licencia de caza

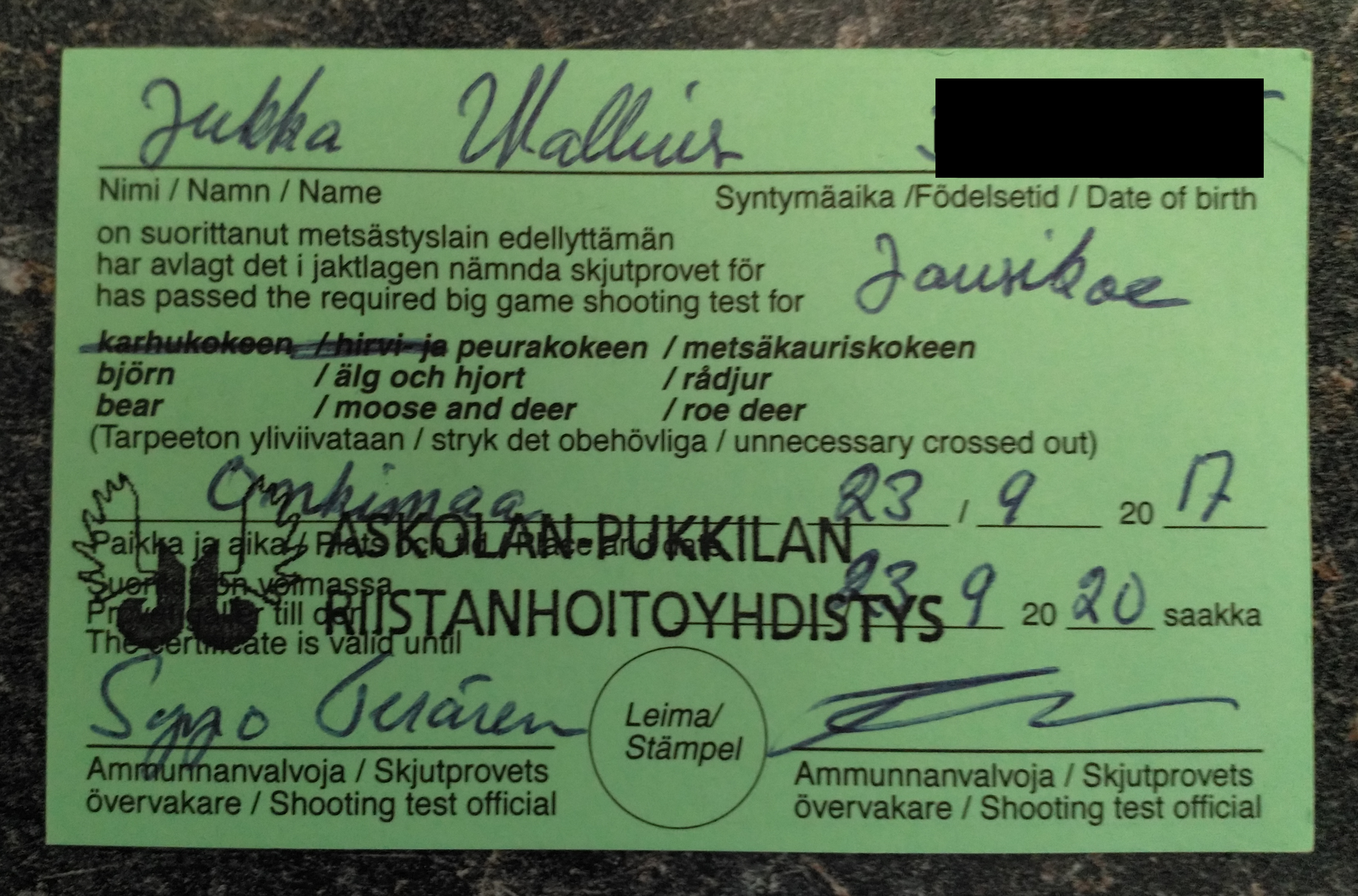
Licencia de caza finlandesa

Una licencia de caza o permiso de caza es un mecanismo regulador o legal que es otorgado para habilitar la caza de manera formal en una determinada región o país. 
La caza puede ser regulada informalmente por leyes no escritas, códigos éticos o leyes gubernamentales.
El propósito de una licencia de caza incluye el manejo sostenible de recursos naturales, y la recaudación de impuestos para este fin.

## Historia
Las licencias de caza se remontan a las épocas de Guillermo I de Inglaterra, cuyo reinado empezó en el año 1066, mediante el uso del sistema de derecho anglosajón.

## Propósitos

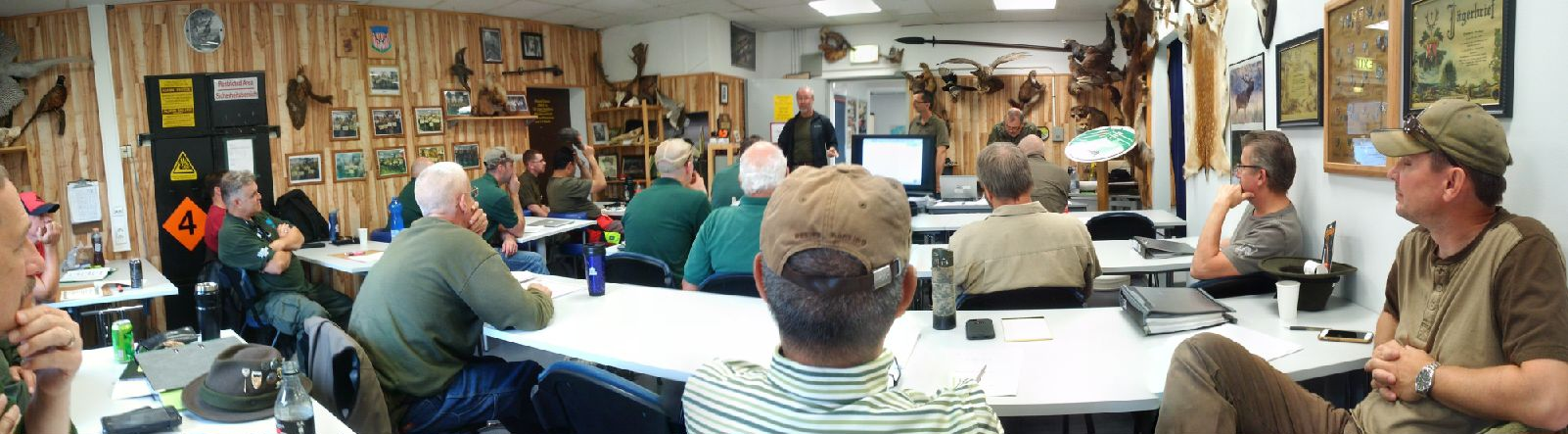
Instructores de caza en EE. UU.

Las licencias de caza cumplen diversos propósitos incluyendo pero no limitándose a: seguridad pública (especialmente de niños, ambos como cazadores y acompañantes), control y conservación de animales salvajes, ingresos para el estado, y control de enfermedades de animales, como zoonosis, enfermedad de Lyme y rabia.

## América del Norte

### Estados Unidos
En los Estados Unidos, las regulaciones de caza son principalmente ejecutadas a través de las ley de cada estado; los controles adicionales están impuestos a través de ley federal medioambiental con respecto a aves migratorias (como patos y gansos) y especies amenazadas.

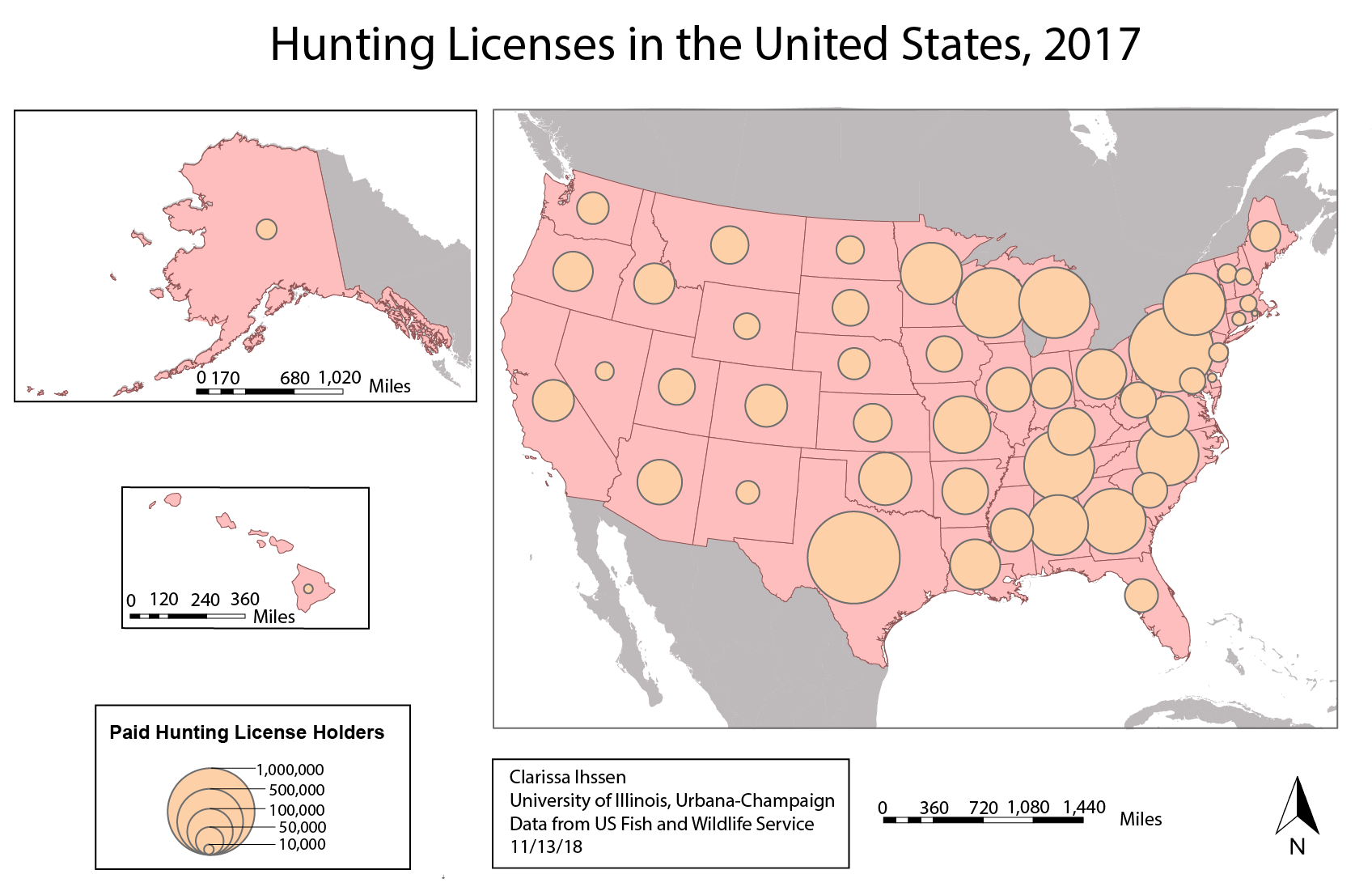
Un mapa de licencias de caza total adquiridas en los Estados Unidos en 2017.

Como muchas licencias, una licencia de caza está considerada un privilegio concedido por el gobierno, más que un derecho constitucional bajo la Segunda Enmienda.
Como regla general, para cazar especies categorizadas como plagas no se requiere una licencia de caza. Las alimañas pueden ser cazadas sin una licencia, o incluso pueden cazarse por una recompensa o pago al cazador.

#### Licencias estatales
Cada estado tiene procesos requisitos para obtener una licencia de caza. Estos incluyen las áreas, periodos de tiempo técnicas, distinciones entre especies, y un curso de seguridad de la caza.
Las licencias para cazar típicamente salen a la venta una vez al año. Algunos estados, como Nueva York, permiten sólo durante una estación sola definida, o de manera indefinida para las temporadas anuales de caza, para residentes del estado, a pago de los derechos apropiados. Como regla general, las licencias son no-transferable, es un privilegio, y no permiten cazar sin autorización en áreas privadas.
Para la caza mayor, típicamente se requiere de un cintillo para cada animal abatido. Los cintillos son adquiridos con la licencia de caza, y el número de cintillos emitidos a un cazador es típicamente limitado. En casos donde hay cazadores más probables que la cuota para aquella especie, las etiquetas son normalmente asignadas por lotería. Las etiquetas pueden ser más allá restringidas a una área concreta o unidad de administración de la fauna y flora.
Los estados con estas "etiquetas" incluyen Alaska, California, Florida, Georgia, Illinois, Luisiana, Nueva York,
Ohio, Tennessee, Texas, y Virginia.
49 de los 50 estados requieren que el cazador haya tomado un curso denominado Curso de Educación y Seguridad para el Cazador.
Tales jurisdicciones también pueden limitar la obtención de una licencia de caza a adultos o pueden conceder una "licencia" de joven para personas como jóvenes a partir de los doce años de edad.
Muchos estados americanos y provincias canadienses se han unido al IWVC, mecanismo de control interestatal, para sancionar a cazadores furtivos y quienes trasgreden las leyes relacionadas con la caza.

#### Licencias federales
La ley federal requiere la compra de un sello de pato para disparar migratorio waterfowl. Están regulados por el Servicio de Pesca y Vida Silvestre de EE. UU.
Ley de Estados Unidos también mandatos límites estrictos en la caza de especies amenazadas. Los EE. UU. es un firmante a la Convención en Comercio Internacional en Especies Amenazadas de Flora y Fauna Salvajes (CITES). La Administración de Arbusto levantamiento propuesto algunas restricciones en 2005 (para antílopes), tan hizo el Gobierno noruego (para lobos) en el mismo año.

#### Excenciones
Ambas leyes Federales y estatales eximen el siguientes:
1. Especie de plaga, cuando notó encima, como roedores. Hay una leyenda urbana falsa que una licencia de caza está requerida para atrapar ratones.[34]
2. Los americanos nativos basaron en tratados americanos Nativos; algunos estados requieren residency en una reserva americana Nativa.[35] El Tribunal Supremo de los Estados Unidos aguantó en Menominee Tribu v. Estados Unidos que mosto de Congreso affirmatively saca americanos Nativos' derechos de caza; otherwise, los americanos Nativos son presumed para tener tales derechos y caza requerida no licencias.
3. Estatutos concretos, como el Acto de Protección de Mamífero Marino y leyes de pluma del águila (ve abajo).
4. Nativos de Alaska.
5. Miembros de servicio activo del ejército, quién a menudo consigue licencias libres.[35]
6. El ciego.[35]
7. Caza de deporte para objetivos.
8. La juventud es normalmente eximir de pagar para una caza o pescando licencia, pero esto varía por estatal de aquellos debajo 12 años a aquellos debajo 16 años de edad.[5]

#### Ley de Pluma del águila
La ley de pluma del águila, (Título 50 Parte 22 del Código de Controles Federales), estipula que @individual únicos de certifiable la ascendencia india americana matriculada en un federally la tribu reconocida es legalmente autorizada para obtener plumas de águila para uso religioso o espiritual. Los indios americanos e indiosnoamericanos frecuentemente disputan el valor y validez de la ley de pluma del águila, cobrando que la ley es laden con preferencias raciales discriminatorias y infringes en soberanía tribal. Sus argumentos incluyen que la ley no deja indios americanos para dar plumas de águila a indios no americanos, una práctica moderna y tradicional común. (Muchos indios no americanos han sido adoptados a familias indias americanas, miembros tribales hechos, y plumas de águila dada.)

#### Argumentos de política pública
La mayoría de organizaciones de conservación importantes en los EE. UU. favorecen el @legality continuado y control de cazar, incluyendo Patos Unlimited, la Federación de Fauna y flora Nacional, y El Wilderness Society. Los Defensores de Fauna y flora, Nacional Audubon Sociedad, y el Fondo de Fauna y flora Mundial también licencias de soporte para reguló cazar de fauna y flora.
La Sierra Club apoya cazar licencias, pero ha habido tensión en el grupo para dos décadas entre quienes quieren aliado con cazadores y para regularles, y los que se oponen por completo a la caza.

### Canadá
Las regulaciones y licencias de caza recaen en la jurisdicción territorial y federal/provincial. El gobierno federal es responsable para proteger aves migratorios y el hábitat de fauna y flora ,las regulaciones para especies amenazadas y los asuntos de fauna y flora internacionales y tratados (CITES) para Canadá.

## América del Sur

### Argentina
La licencia de caza deportiva es un documento de alcance nacional en la Argentina. Para obtenerlo el usuario debe 1) haber aprobado un examen de normas legales sobre caza, conservación de fauna, normas de seguridad, uso adecuado de caza, etc. 2) ser titular de la Credencial de Usuario Legítimo de Armas que otorga el Registro Nacional de Armas (RENAR), 3) pagar un arancel.

### Perú
Para cazar en Perú, se debe contar con una licencia de caza deportiva provista por SERFOR, dependencia del Ministerio de Agricultura y Riego. Como requisito, el aspirante debe aprobar un curso de educación, seguridad y Ética en la caza deportiva, que incluye un repaso de la Ley Forestal y de Fauna Silvestre 29763, la cual detalla el plan de manejo de especies cinegéticas autorizadas a través de los calendarios regionales que determinan especies, temporadas de caza, cuotas y pagos por derecho de aprovechamiento de estas, con un enfoque conservación ecosistémico y principios éticos alineados al concepto de persecución justa.
Adicionalmente, la licencia de caza deportiva es también un prerrequisito para optar por una licencia de porte de armas de caza deportiva (L2), regulada a través de la SUCAMEC; dependencia del ministerio del interior.

## Europa

### Alemania

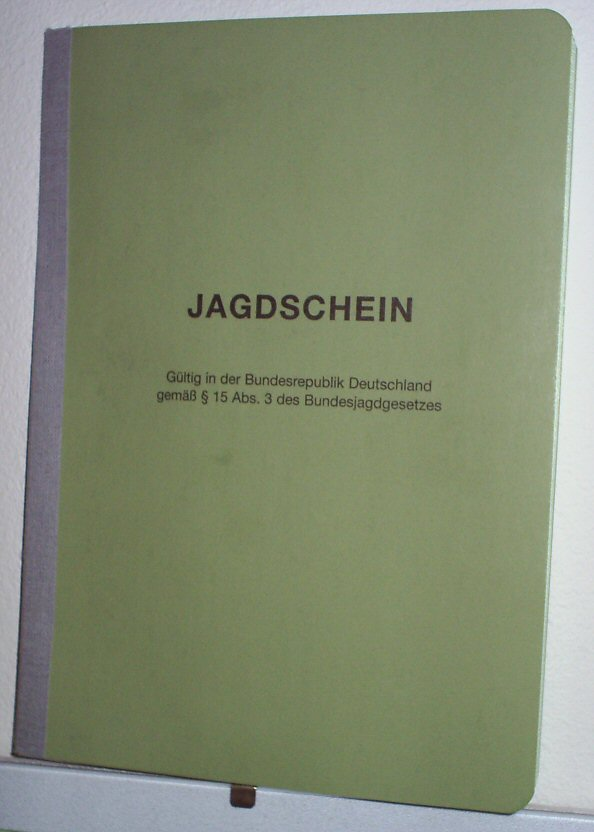
Licencia de caza alemana (2004)

Una licencia de caza alemana es un certificado que otorga al titular el ejercicio de cazar dentro de las ordenanzas legales. Es también la condición para poseer armas y munición (número ilimitado de escopetas y rifles y hasta dos armas cortas). El derecho a ejercer la caza en un área específica es empoderado a sus respectivos terratenientes (si poseen un área de más de 0.75 kilómetros cuadrados (190 acres), de lo contrario los terratenientes deben agruparse en una asociación) quiénes pueden utilizar sus derechos para arrendarlo.
Dependiendo del área y valor de una área de caza, un típico arrendando puede variar de aproximadamente USD $10 a 100 por acre por año. Además el arrendatario tiene la responsabilidad de pagar al arrendador cualquier daño por causado por ciervos, jabalíes, corzos, etc.
El derecho a cazar está condicionado al deber de preocuparse por el cuidado de los animales listados por las leyes de caza.
Para la caza de varias especies se debe contar con un plan de manejo que indican la cuota, clase y edad mínima y la licencia de caza es el documento que asegura que solo personas entrenadas podrán ejercer la caza. Los requisitos son los siguientes:
- Conclusión exitosa de un examen de caza,
- Certificado de un seguro de responsabilidad para cazadores,
- Personal trustworthiness (§ 5 Armas alemanas Acto),
- Los solicitantes deben ser mayores de 16 años para una Licencia de Caza de la Juventud, de lo contrario mayores de 18 años,
- Registro Criminal impecable.

## África

### Sudáfrica
Cada una de las nueve provincias que conforman Sudáfrica regulan la caza mayor y de pluma a través de regulaciones que son revisadas anualmente y publicadas en la gaceta oficial provincial a inicios de cada temporada de caza, con el propósito de regular el manejo del recurso cinegético para que este sea aprovechado de manera sostenible. 
Un permiso y/o licencia de caza es requerido en todas las provincias, que varían en términos y condiciones. Algunas provincias no requieren de un permiso cuando la caza se realiza en ranchos exonerados, mientras que otras provincias requieren de licencias y permisos aun así el dueño del rancho haya sido exonerado de las regulaciones de caza para determinadas especies. 
La disponibilidad de permisos varía de provincia en provincia, pero deben estar disponibles en las diferentes oficinas veterinarias, magisteriales, puestos, asociaciones cinegéticas y armerías. En algunas provincias las licencias y permisos se gestionan vía internet.

## Oceanía

### Australia
Toda persona que porte armas de fuego en Australia requiere una licencia de armas pero no una licencia de caza. La mayoría de especies nativas están protegidas y la mayoría de especies de interés cinegético son introducidas.